# Jean-Pierre Cescosse
 (août 2018).
 (janvier 2010).
Si vous disposez d'ouvrages ou d'articles de référence ou si vous connaissez des sites web de qualité traitant du thème abordé ici, merci de compléter l'article en donnant les références utiles à sa vérifiabilité et en les liant à la section « Notes et références ».
Jean-Pierre Cescosse est un écrivain français né le 15 avril 1963 à Verdun (Meuse).  		

## Œuvres
- Rimbaud et le Cac 40, nouvelles, Le Dilettante, 1997
- Après dissipation des brumes matinales, nouvelles, Le Dilettante 1999
- Manœuvres de diversion en attendant la nuit, roman, Flammarion, 2000
- Nos dernières frivolités, nouvelles, Flammarion, 2002 (Prix Thyde Monnier de la SGDL)
- Légèrement étrangères, nouvelles, Flammarion, 2003
- Mécréants, roman, Flammarion, 2005
- Croquis, essais, Aden, 2012 (finaliste du Grand Prix de la critique littéraire 2012 décerné par le Pen Club de France et l'association internationale de la critique littéraire)
- Brefs tressaillements dans la horde, roman, L'Arbre vengeur, 2025

De juin 2017 à janvier 2020, il a tenu une chronique mensuelle, « Zone Franche », dans La Nouvelle Quinzaine, qui poursuit La Quinzaine littéraire, créée par François Erval et Maurice Nadeau en 1966. De mars 2020 à mars 2023, le magazine en ligne Diacritik a accueilli ses chroniques mensuelles.     

## Presse (sélection)
« Rimbaud et le CAC 40 », Le Dilettante 1997
« Un mode de non-emploi de la société moderne, ou comment le repos rêveur s’avère, en dernière instance, la meilleure arme à opposer au décervelage généralisé. »
Bertrand Leclair Les Inrockuptibles , 27 mai 1997

« Après dissipation des brumes matinales », Le Dilettante 1999
« Tranchant comme un couteau. Plus exactement comme un scalpel, qui travaille la chair vive de la réalité. Huit récits, autant d’exercices de dissection qui n’excluent pas l’empathie et même la tendresse.»
Jean-Louis Kuffer 24 heures, Lausanne, 16 aout 1999
« Les 10 pages magnifiques de la nouvelle intitulée Smoking  disent tout de la fin ordinaire d’un « vieux » tandis que La paix ressemble à l’incipit très noir d’un formidable roman anti-humaniste ».
Fabrice Gabriel Les Inrockuptibles, mars 1999
« Une langue parfaite. »
Martine Laval Télérama, 31 mars 1999  
« Cet auteur combine parfaitement la précision et le « survol » propre à la nouvelle. »
Christophe Dabitch Le Matricule des Anges, août/sept 1999
« Manœuvres de diversion en attendant la nuit », Flammarion 2000
« Ce livre féroce, sous l’élégance apparemment désinvolte de son style, est tout sauf funèbre. Vif, subtil, caustique, il progresse en funambule entre comédie de mœurs et tragédie existentielle. »
Michel Abescat Télérama, 30 aout 2000
« Nos dernières frivolités », Flammarion 2002
« Avec cet art d'avoir l'air de parler comme tout le monde en maîtrisant un style des plus personnels pour brocarder  les murs en disséquant nos travers, Cescosse fait quatorze petits chefs-d’œuvre d’humour, de satire. »
Pierre-Robert Leclercq Le Monde des livres, 9 avril 2002
« J'étais "scotché", comme disent les jeunes. (...) Là, il s’est trouvé, sans avoir perdu son « manque de sérieux », manque inévitable dans un univers lui-même fondamentalement sans sérieux. »
Michel Polac Charlie Hebdo, 9 janvier 2002
« Mécréants », Flammarion 2005
« Humour noir et pessimisme métaphysique s’allient ici pour brosser un tableau sans complaisance. Finalement, la seule victorieuse demeure la littérature, « une des formes les plus élevées de la générosité. »
Dominique De Greef La Revue des deux mondes, février 2005
« De grands invalides de la vie, délestés de toute illusion, qui tentent d’aller leur chemin. Littérairement, celui de Cescosse vaut largement le détour. »
Michel Abescat Télérama, 26 janvier 2005
« Une sotie de 180 pages qui relève du divertissement triste et intelligent. (…) Attachant n’est d’ailleurs pas le mot, plutôt détachant, et cet humour là est trop rare dans le média circus. »
Michel Polac Charlie Hebdo, 26 janvier 2005
« C’est frivole et grave à la fois, remarquablement écrit, et porteur de leçons sur l’époque. »
Bruno Portesi Parutions.com, 21 janvier 2005
"Mécréants est un livre du désenchantement feutré (...) , non pas du dandysme fashion ou destroy, mais de l'immanence brute. Où l'auteur joue avec des personnages assez papier glacé mais qu'il arrive à doter d'une véritable existence. "
Jean-Didier Wagneur Libération, 24 mars 2005
« L’affirmation d’une voix d’écrivain qui se pose (…) Cette voix, d’une déchirante goguenardise, dénonce les faux-semblants et la bêtise de l’humaine condition. ».
Claude Schopp Les Lettres françaises, juin 2005
« Croquis », Aden, 2012
« Quasi un autoportrait. Croquis évoque les bons auteurs (Canetti, Perros, Chamfort, Muray). Aucun rigolo. Pas de putes des médias. L’humeur sombre de l’auteur n’épargne personne. Il faut mériter son estime, protéger son amitié. »
Raphaël Sorin Lettres ouvertes (blog de Libération), 1er juin 2012